# Paavo Nurmi Games 2021
Die 65. Paavo Nurmi Games waren eine Leichtathletik-Veranstaltung, die am 7. und 8. Juni 2021 im Paavo-Nurmi-Stadion im südfinnischen Turku stattfand. Die Veranstaltung war Teil der World Athletics Continental Tour und zählte zu den Gold-Meetings, der höchsten Kategorie dieser Leichtathletik-Serie.

## Resultate

### Männer

#### 100 m
| Platz | Athlet          | Land | Zeit (s) |
| ----- | --------------- | ---- | -------- |
| 1     | Mouhamadou Fall | FRA  | 10,26    |
| 2     | Mike Rodgers    | USA  | 10,33    |
| 3     | Silvan Wicki    | SUI  | 10,36    |
| 4     | Sean Safo-Antwi | GHA  | 10,40    |
| 5     | Ojie Edoburun   | GBR  | 10,52    |
| 6     | Samuel Purola   | FIN  | 10,52    |
| 7     | Oskari Lehtonen | FIN  | 10,67    |
| 8     | Konsta Alatupa  | FIN  | 10,74 SB |

Wind: +0,6 m/s

#### 800 m
| Platz | Athlet                    | Land | Zeit (min) |
| ----- | ------------------------- | ---- | ---------- |
| 1     | Cornelius Tuwei           | KEN  | 1:44,42 SB |
| 2     | Ferguson Cheruiyot Rotich | KEN  | 1:44,59    |
| 3     | Mateusz Borkowski         | POL  | 1:44,85 PB |
| 4     | Jamie Webb                | GBR  | 1:45,13 SB |
| 5     | Žan Rudolf                | SVN  | 1:46,12 SB |
| 6     | Joonas Rinne              | FIN  | 1:46,35 PB |
| 7     | Marc Reuther              | GER  | 1:46,70 SB |
| 8     | Christian von Eitzen      | GER  | 1:48,24    |
| 9     | Ville Lampinen            | FIN  | 1:48,55    |
|       | Andrzej Jaros (Pacemaker) | POL  | DNF        |

#### 110 m Hürden
| Platz | Athlet               | Land | Zeit (s) |
| ----- | -------------------- | ---- | -------- |
| 1     | David King           | GBR  | 13,37 PB |
| 2     | Damian Czykier       | POL  | 13,50    |
| 3     | Vladimir Vukicevic   | NOR  | 13,59    |
| 4     | Elmo Lakka           | FIN  | 13,67    |
| 5     | Michael Obasuyi      | BEL  | 13,73 SB |
| 6     | Hassane Fofana       | ITA  | 14,18    |
| 7     | Valtteri Kalliokulju | FIN  | 14,30 SB |
|       | Santeri Kuusiniemi   | FIN  | DSQ      |

Wind: −0,1 m/s

#### 400 m Hürden
| Platz | Athlet                 | Land | Zeit (s) |
| ----- | ---------------------- | ---- | -------- |
| 1     | Thomas Barr            | IRL  | 48,39 SB |
| 2     | Rasmus Mägi            | EST  | 48,58 SB |
| 3     | Nick Smidt             | NED  | 49,64    |
| 4     | Chris McAlister        | GBR  | 50,58    |
| 5     | Sokwakhana Zazini      | RSA  | 50,72    |
| 6     | Tuomas Lehtonen        | FIN  | 52,75    |
| 7     | Nicolai Trock Hartling | DEN  | 53,20    |
| 7     | Oskari Mörö            | FIN  | 68,26    |

#### 3000 m Hindernis
| Platz                         | Athlet           | Land | Zeit (min) |
| ----------------------------- | ---------------- | ---- | ---------- |
| 1                             | Topi Raitanen    | FIN  | 8:19,57    |
| 2                             | Ole Hesselbjerg  | DEN  | 8:20,42    |
| 3                             | Emil Blomberg    | SWE  | 8:21,38    |
| 4                             | Vidar Johansson  | SWE  | 8:24,29    |
| 5                             | Ben Buckingham   | AUS  | 8:24,39    |
| 6                             | Nicholas Bett    | KEN  | 8:26,89    |
| 7                             | James Nipperesse | AUS  | 8:30,48    |
| 8                             | Eemil Helander   | FIN  | 8:52,12    |
| 9                             | Hannu Granberg   | FIN  | 8:52,45 SB |
| 10                            | Miika Tenhunen   | FIN  | 8:52,56    |
| 11                            | Wilho Hautala    | FIN  | 9:12,66    |
|                               | Simon Sundström  | SWE  | DNF        |
| Barnabas Kipyego              | KEN              | DNF  |            |
| Wilberforce Kones (Pacemaker) | KEN              | DNF  |            |

#### Weitsprung
| Platz | Athlet             | Land | Weite (m) |
| ----- | ------------------ | ---- | --------- |
| 1     | Wladyslaw Masur    | UKR  | 7,90      |
| 2     | Kristian Pulli     | FIN  | 7,82      |
| 3     | Arnovis Dalmero    | COL  | 7,75      |
| 4     | Kristian Bäck      | FIN  | 7,74      |
| 5     | Chris Mitrevski    | AUS  | 7,73      |
| 6     | Yann Randrianasolo | FRA  | 7,32      |

#### Dreisprung
| Platz | Athlet            | Land | Weite (m) |
| ----- | ----------------- | ---- | --------- |
| 1     | Tiago Pereira     | POR  | 16,91     |
| 2     | Tobia Bocchi      | ITA  | 16,73 PB  |
| 3     | Jesper Hellström  | SWE  | 16,40 SB  |
| 4     | Simo Lipsanen     | FIN  | 16,23     |
| 5     | Tuomas Kaukolahti | FIN  | 15,91     |
| 6     | Topias Koukkula   | FIN  | 15,38     |
|       | Ben Williams      | GBR  | NM        |

#### Diskuswurf
| Platz | Athlet              | Land | Weite (m) |
| ----- | ------------------- | ---- | --------- |
| 1     | Daniel Ståhl        | SWE  | 68,11     |
| 2     | Andrius Gudžius     | LTU  | 66,88     |
| 3     | Lukas Weißhaidinger | AUT  | 66,77     |
| 4     | Simon Pettersson    | SWE  | 63,91     |
| 5     | Alin Firfirică      | ROM  | 63,55     |
| 6     | Philip Milanov      | BEL  | 62,19     |
| 7     | Piotr Małachowski   | POL  | 62,11     |
| 8     | Ola Stunes Isene    | NOR  | 60,96     |

#### Hammerwurf
| Platz | Athletin         | Land | Weite (m) |
| ----- | ---------------- | ---- | --------- |
| 1     | Wojciech Nowicki | POL  | 80,77 SB  |
| 2     | Quentin Bigot    | FRA  | 79,70 PB  |
| 3     | Paweł Fajdek     | POL  | 78,29     |
| 4     | Ragnar Carlsson  | SWE  | 76,87 PB  |
| 5     | Bence Halász     | HUN  | 76,81 SB  |
| 6     | Eivind Henriksen | NOR  | 75,33     |
| 7     | Aaron Kangas     | FIN  | 73,36     |
| 8     | Tuomas Seppänen  | FIN  | 72,37     |

#### Speerwurf
| Platz | Athlet            | Land | Weite (m) |
| ----- | ----------------- | ---- | --------- |
| 1     | Marcin Krukowski  | POL  | 89,55 NR  |
| 2     | Keshorn Walcott   | TTO  | 82,84 SB  |
| 3     | Rocco van Rooyen  | RSA  | 82,55     |
| 4     | Edis Matusevičius | LTU  | 81,23     |
| 5     | Oliver Helander   | FIN  | 80,82     |
| 6     | Lassi Etelätalo   | FIN  | 80,42     |
| 7     | Anderson Peters   | GRN  | 80,01     |
| 8     | Topias Laine      | FIN  | 79,50     |
| 9     | Toni Kuusela      | FIN  | 78,42     |

### Frauen

#### 100 m
| Platz | Athlet            | Land | Zeit (s) |
| ----- | ----------------- | ---- | -------- |
| 1     | Imani Lansiquot   | GBR  | 11,40    |
| 2     | Lotta Kemppinen   | FIN  | 11,41    |
| 3     | Vittoria Fontana  | ITA  | 11,46    |
| 4     | Kristal Awuah     | GBR  | 11,49    |
| 5     | Asha Philip       | GBR  | 11,57    |
| 6     | Anniina Kortetmaa | FIN  | 11,65    |
| 7     | Johanna Kylmänen  | FIN  | 11,88    |
|       | Ciara Neville     | IRL  | DNS      |

Wind: −0,7 m/s

#### 800 m
| Platz | Athlet                      | Land | Zeit (min) |
| ----- | --------------------------- | ---- | ---------- |
| 1     | Mary Moraa                  | KEN  | 1:59,95 PB |
| 2     | Sara Kuivisto               | FIN  | 2:01,57 PB |
| 3     | Noélie Yarigo               | BEN  | 2:01,96    |
| 4     | Revée Walcott-Nolan         | GBR  | 2:02,08    |
| 5     | Nadia Power                 | IRL  | 2:02,10    |
| 6     | Lovisa Lindh                | SWE  | 2:03,70    |
| 7     | Claudia Bobocea             | ROU  | 2:03,76    |
| 8     | Mari Smith                  | GBR  | 2:04,89 SB |
|       | Aneta Lemiesz (Pacemakerin) | POL  | DNF        |

#### 100 m Hürden
| Platz | Athlet            | Land | Zeit (s) |
| ----- | ----------------- | ---- | -------- |
| 1     | Luca Kozák        | HUN  | 12,90    |
| 2     | Annimari Korte    | FIN  | 12,91 SB |
| 3     | Anne Zagré        | BEL  | 13,13    |
| 4     | Reetta Hurske     | FIN  | 13,18    |
| 5     | Sharona Bakker    | NED  | 13,20    |
| 6     | Sarah Lavin       | IRL  | 13,23    |
| 7     | Isabelle Pedersen | NOR  | 13,56    |
| 8     | Ricarda Lobe      | GER  | 17,99    |

Wind: +0,7 m/s

#### 3000 m Hindernis
| Platz                            | Athlet                | Land | Zeit (min) |
| -------------------------------- | --------------------- | ---- | ---------- |
| 1                                | Winfred Mutile Yavi   | BHR  | 9:17,55    |
| 2                                | Michelle Finn         | IRL  | 9:29,25 PB |
| 3                                | Fancy Cherono         | KEN  | 9:33,49 SB |
|                                  | Maruša Mišmaš Zrimšek | SVN  | DNF        |
| Mariola Ślusarczyk               | POL                   | DNF  |            |
| Mariola Ślusarczyk (Pacemakerin) | KEN                   | DNF  |            |

#### Hochsprung
| Platz | Athletin           | Land | Höhe (m) |
| ----- | ------------------ | ---- | -------- |
| 1     | Kamila Lićwinko    | POL  | 1,93     |
| 1     | Eleanor Patterson  | AUS  | 1,93 SB  |
| 3     | Julija Lewtschenko | UKR  | 1,91 SB  |
| 4     | Mirela Demirewa    | BUL  | 1,88 SB  |
| 5     | Ella Junnila       | FIN  | 1,88     |
| 6     | Claire Orcel       | BEL  | 1,81     |
| 7     | Maja Nilsson       | SWE  | 1,81     |
| 8     | Erika Kinsey       | SWE  | 1,81     |
| 9     | Sini Lällä         | FIN  | 1,76     |
| 10    | Heta Tuuri         | FIN  | 1,76     |

#### Stabhochsprung
| Platz | Athletin       | Land | Höhe (m) |
| ----- | -------------- | ---- | -------- |
| 1     | Elina Lampela  | FIN  | 4,41     |
| 2     | Fanny Smets    | BEL  | 4,31     |
| 3     | Andrina Hodel  | SUI  | 4,31     |
| 4     | Femke Pluim    | NED  | 4,21     |
| 5     | Marion Lotout  | FRA  | 4,21     |
| 6     | Saga Andersson | FIN  | 4,01     |
|       | Wilma Murto    | FIN  | NH       |

#### Weitsprung
| Platz | Athletin          | Land | Weite (m) |
| ----- | ----------------- | ---- | --------- |
| 1     | Anasztázia Nguyen | HUN  | 6,51      |
| 2     | Abigail Irozuru   | GBR  | 6,50      |
| 3     | Maria Huntington  | FIN  | 6,32      |
| 4     | Evelise Veiga     | POR  | 6,32      |
| 5     | Tilde Johansson   | SWE  | 6,29      |
| 6     | Petra Farkas      | HUN  | 6,28      |
| 7     | Shara Proctor     | GBR  | 6,15      |
| 8     | Miia Sillman      | FIN  | 6,02      |

#### Dreisprung
| Platz | Athletin            | Land | Weite (m) |
| ----- | ------------------- | ---- | --------- |
| 1     | Senni Salminen      | FIN  | 14,51 NR  |
| 2     | Kimberly Williams   | JAM  | 14,29     |
| 3     | Kristiina Mäkelä    | FIN  | 14,26 SB  |
| 4     | Naomi Ogbeta        | GBR  | 14,22 PB  |
| 5     | Gabriela Petrowa    | BUL  | 13,94     |
| 6     | Dovilė Kilty        | LTU  | 13,24 SB  |
| 7     | Rebecka Abrahamsson | SWE  | 12,84     |

#### Hammerwurf
| Platz | Athletin            | Land | Weite (m) |
| ----- | ------------------- | ---- | --------- |
| 1     | Malwina Kopron      | POL  | 75,40 SB  |
| 2     | Alexandra Tavernier | FRA  | 72,80     |
| 3     | Anita Włodarczyk    | POL  | 72,42     |
| 4     | Joanna Fiodorow     | POL  | 70,82     |
| 5     | Silja Kosonen       | FIN  | 69,50     |
| 6     | Krista Tervo        | FIN  | 69,45     |
| 7     | Iryna Klymez        | UKR  | 69,02     |
| 8     | Martina Hrašnová    | SVK  | 67,49     |

#### Speerwurf
| Platz | Athletin                | Land | Weite (m) |
| ----- | ----------------------- | ---- | --------- |
| 1     | Christin Hussong        | GER  | 66,63     |
| 2     | Līna Mūze               | LAT  | 61,34     |
| 3     | Madara Palameika        | LAT  | 60,04     |
| 4     | Liveta Jasiūnaitė       | LTU  | 58,55     |
| 5     | Victoria Hudson         | AUT  | 57,73     |
| 6     | Jenni Kangas            | FIN  | 56,48 SB  |
| 7     | Heidi Nokelainen        | FIN  | 56,04 SB  |
| 8     | Jatta-Mari Jääskeläinen | FIN  | 54,54     |
| 9     | Anni-Linnea Alanen      | FIN  | 52,40     |
| 10    | Julia Valtanen          | FIN  | 38,99     |